# Jamal Murray
Jamal Murray (nascut el 23 de febrer de 1997) és un jugador professional de bàsquet canadenc dels bàsquet Denver Nuggets de la National Basketball Association (NBA). També representa l'equip nacional canadenc canadià i va jugar una temporada de bàsquet universitari pels Kentucky Wildcats. Va ser seleccionat pels Nuggets com la setena elecció global al 2016 NBA draft. Va formar part de la primera victòria del campionat de l'equip el 2023.

## Primers anys
Murray va néixer i créixer a Kitchener, fill de Sylvia (de Síria) i Roger Murray (nascut a Jamaica i es va mudar al Canadà als nou anys). També té un germà petit, Lamar. El seu pare va créixer practicant atletisme i jugant a bàsquet; de jove, el seu pare va jugar contra el resident de Kitchener Lennox Lewis abans que Lewis comencés la seva carrera de boxa professional.
Quan Murray tenia tres anys, podia jugar a bàsquet "durant hores" i als sis anys va jugar en una lliga per a nens de deu anys. Als dotze o tretze anys, va començar a jugar partides improvisades contra jugadors de secundària i universitat de primer nivell. El seu pare li va fer fer molts exercicis de bàsquet i kung fu, inclosa la meditació. El pare de Murray, un fan de tota la vida de Bruce Lee, va utilitzar les ensenyances de Lee quan va criar el seu fill, i Murray ha donat crèdit a Lee per influir en la manera com s'aproxima al bàsquet.

## Carrera a l'institut
Murray va assistir al Grand River Collegiate Institute a Kitchener, més tard es va traslladar a Orangeville Prep a Orangeville, Ontario, on el seu pare va treballar com a entrenador assistent. Ell i el seu company Thon Maker van formar un duo que va ajudar a Orangeville Prep a derrotar moltes escoles americanes.
Al Jordan Brand Classic International Game de 2013, Murray va ser nomenat MVP, convertint-se en el segon canadenc a guanyar el premi després de Duane Notice. Al Nike Hoop Summit de 2015, Murray va aconseguir 30 punts, la màxima puntuació del partit, i va ser nomenat MVP.
Murray va ser nomenat MVP del BioSteel All-Canadian Basketball Game de 2015, que inclou els millors jugadors de secundària del Canadà.
Murray va jugar a bàsquet AAU per a CIA Bounce.

## Carrera universitària

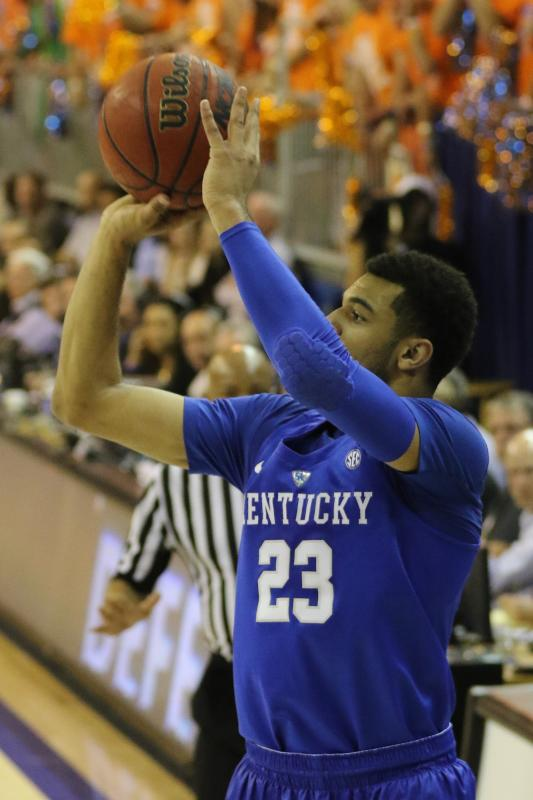
Murray amb Kentucky el 2016

El 24 de juny de 2015, Murray es va reclassificar a la classe del 2015 i es va comprometre amb Kentucky per jugar per a l'entrenador John Calipari. Com a estudiant de primer any el 2015-16, va aparèixer a la llista Midseason Top 25 per al John R. Wooden Award, i va ser nomenat a la llista de preseleccions de mitja temporada de 35 jugadors per al Naismith Trophy. Va participar en 36 partits i va tenir una mitjana de 20,0 punts, 5,2 rebots i 2,2 assistències, amb un 40,8% de tirs de tres punts. Després de la seva temporada de primer any, Murray va ser nomenat All-American de tercer equip per Associated Press. Murray també va formar part del All-SEC First Team i del SEC All-Freshman Team. Els 20,0 punts per partit de Murray són els més aconseguits per qualsevol estudiant de primer any en la història del programa de Kentucky i els més aconseguits per qualsevol jugador durant la titularitat de John Calipari com a entrenador cap.
Va liderar els Wildcats, que tenien set futurs jugadors de la NBA a la plantilla, fins a la primera posició a principis de temporada i el títol de la SEC abans de ser derrotats pel 5è cap de sèrie Indiana a la segona ronda de March Madness. A l'abril de 2016, Murray es va presentar al Draft de l'NBA, renunciant als seus tres últims anys de disponibilitat universitària.

## Carrera professional

### Denver Nuggets (2016-present)

#### 2016-2019: Primers anys i primers playoffs
El 23 de juny de 2016, Murray va ser seleccionat pels Denver Nuggets com la setena elecció global al 2016 NBA draft. El 9 d'agost de 2016, va signar el seu contracte d'escala de novell amb els Nuggets. L'11 de novembre de 2016, va aconseguir 19 punts, el seu rècord fins aleshores, en una derrota per 112-105 contra els Portland Trail Blazers. Va superar aquesta marca el 22 de novembre, aconseguint 24 punts en una victòria per 110-107 sobre els Chicago Bulls. L'1 de desembre, va ser nomenat Novell del Mes de la Conferència Oest per als partits jugats a l'octubre i el novembre. El 17 de febrer de 2017, Murray va ser nomenat MVP del Rookie Challenge després d'aconseguir 36 punts (9-14 3FG), la màxima puntuació del partit, i 11 assistències, la màxima del partit, en la victòria de l'Equip Mundial per 150-139 sobre l'Equip EUA. El 7 d'abril de 2017, va aconseguir 30 punts, el seu rècord fins aleshores, en una victòria per 122-106 sobre els New Orleans Pelicans. Al final de la temporada, va ser nomenat al NBA All-Rookie Second Team.
L'11 de novembre de 2017, Murray va aconseguir 32 punts, el seu rècord fins aleshores, en una victòria per 125-107 sobre els Orlando Magic. Sis dies més tard, va tenir una actuació de 31 punts en una victòria per 146-114 sobre els New Orleans Pelicans. El 22 de gener de 2018, va aconseguir 38 punts, el seu rècord fins aleshores, incloent una jugada de tres punts en l'últim minut, mentre els Nuggets van guanyar els Portland Trail Blazers per 104-101. L'1 de febrer de 2018, va tenir una actuació de 33 punts en una victòria per 127-124 sobre els Oklahoma City Thunder. El seu percentatge d'encerts de tirs lliures del 90,5% va ser el cinquè de la lliga i el desè més alt de la història de l'equip.
El 5 de novembre de 2018, Murray va aconseguir 48 punts, el seu rècord fins aleshores, en una victòria per 115-107 sobre els Boston Celtics. El 18 de desembre, va tenir 22 punts i 15 assistències, el seu rècord fins aleshores, en una victòria per 126-118 sobre els Dallas Mavericks. El 29 de desembre, va aconseguir 46 punts i va aconseguir 9 triples, el seu rècord fins aleshores, en una victòria per 122-118 sobre els Phoenix Suns. El 3 de gener, va aconseguir 17 dels seus 36 punts en el quart quart de la victòria dels Nuggets per 117-113 sobre els Sacramento Kings. El 17 de gener, va aconseguir 22 dels seus 25 punts en el tercer quart de la victòria dels Nuggets per 135-105 sobre els Bulls. El 6 de febrer, després de perdre's sis partits per un esquinç al turmell esquerre, Murray va tenir 19 punts i 11 assistències en una derrota per 135-130 contra els Brooklyn Nets. Al partit 3 de la sèrie de playoffs de segona ronda dels Nuggets contra els Trail Blazers, Murray va tenir 34 punts, el seu rècord fins aleshores en playoffs, en una derrota per 140-137 en quatre pròrrogues. Al partit 4, va tornar a aconseguir 34 punts en una victòria per 116-112.

#### 2019-2020: Final de la Conferència Oest i retorn a la bombolla de la NBA
El primer dia del període de lliure agència, Murray va signar una extensió de contracte de 5 anys i 170 milions de dòlars màxims amb els Nuggets.
El 17 de novembre de 2019, Murray va registrar 39 punts i 8 assistències, incloent set triples, en una victòria per 131-114 sobre els Memphis Grizzlies. Tres dies més tard, durant una victòria per 105-95 sobre els Houston Rockets, Murray va registrar 6 robatoris, el seu rècord fins aleshores, a més de marcar 10 punts i afegir 9 assistències. El 23 de desembre, Murray va aconseguir 28 punts i va tirar un tir de salt endarrere guanyador contra els Phoenix Suns amb 2,5 segons restants a la pròrroga per assegurar una victòria per 113-111 fora de casa. El 4 de gener de 2020, va igualar els seus 39 punts màxims de la temporada en una derrota per 128-114 contra els Washington Wizards. Després de perdre's deu partits a causa d'un esquinç de turmell patit contra Charlotte el 15 de gener, Murray va tornar per tenir un dels millors trams de la seva carrera, amb una mitjana de 31,3 punts per partit en un tram de quatre partits, incloent 36 punts amb 14 de 17 tirs i sis triples contra els Suns el 8 de febrer. El 4 de març, Murray va aconseguir un altre tir guanyador, fent un tir desequilibrat amb 4,5 segons restants en el temps reglamentari per segellar una victòria per 114-112 sobre els Hornets mentre rematava una actuació de 18 punts i 6 assistències.
El 17 d'agost, durant el partit de primera ronda dels Nuggets amb els Utah Jazz als 2020 NBA playoffs, Murray va registrar 36 punts i 9 assistències, aconseguint 20 punts en el quart quart i la pròrroga per liderar els Nuggets a una victòria per 135-125 al partit 1. Al partit 4 sis dies més tard, Murray va aconseguir 50 punts, el seu rècord fins aleshores, juntament amb 11 rebots i 7 assistències, en una derrota per 129-127 contra els Jazz. Amb Donovan Mitchell aconseguint 51, va ser la primera vegada en la història dels playoffs de la NBA que dos oponents van aconseguir almenys 50 punts al mateix partit. En un partit de possible eliminació al partit 5 amb Denver perdent per 3-1 en la sèrie, Murray va registrar 42 punts, 8 rebots i 8 assistències per liderar els Nuggets a una victòria per 117-107 i forçar un partit 6, on Murray va tornar a aconseguir 50 punts, tirant 9-12 des de tres i ajudant els Nuggets a allargar la sèrie a un partit 7 amb una victòria per 119-107. Després del partit 6, Murray es va emocionar durant l'entrevista posterior al partit amb TNT Jared Greenberg, tractant la injustícia racial, així com homenatjant George Floyd i Breonna Taylor, ja que les imatges de cadascun d'ells eren a les seves sabatilles.
El 15 de setembre, al partit 7 contra els Los Angeles Clippers, Murray va aconseguir 40 punts mentre aconseguia sis triples, liderant els Nuggets a una victòria per 104-89 per classificar-se a les Finals de la Conferència Oest per primera vegada des del 2009. Amb la victòria, els Nuggets es van convertir en el primer equip de la història de la NBA a tornar d'un dèficit de 3-1 en una sola post-temporada. No obstant això, els Nuggets van perdre a les Finals de la Conferència Oest en cinc partits contra els futurs campions de la NBA Los Angeles Lakers, amb Murray registrant 28 punts, 8 rebots i 12 assistències en l'única victòria de Denver al partit 3.

#### 2020-2022: Lesió del LCA i absència d'un any

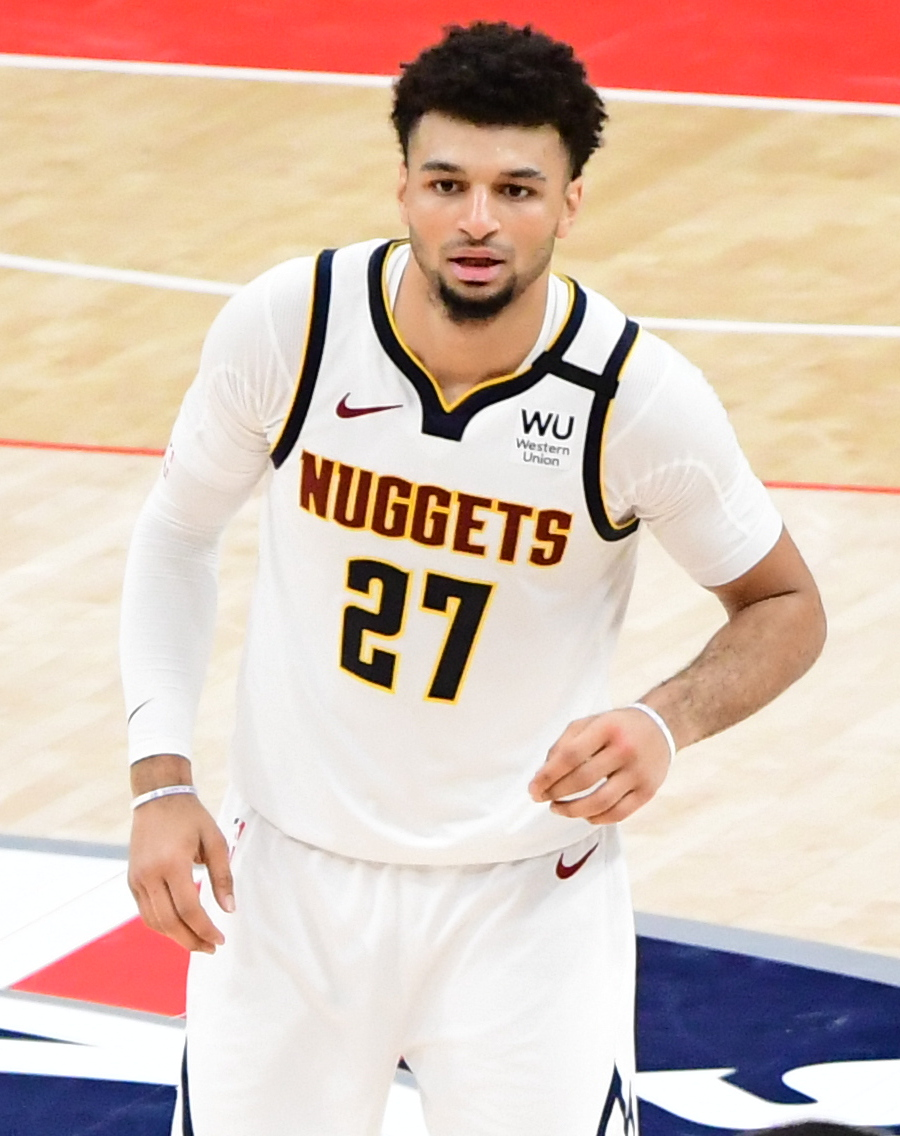
Murray el 2020

El 19 de febrer de 2021, Murray va aconseguir 50 punts, el seu rècord fins aleshores, en una victòria per 120-103 sobre els Cleveland Cavaliers. Durant el partit es va convertir en el primer jugador de la història de la NBA a aconseguir 50 punts sense intentar un tir lliure, a més de ser el segon jugador a aconseguir 50 punts mentre tirava més del 80 per cent des del camp i des del rang de tres punts. El 12 d'abril, Murray va patir una lesió del lligament creuat anterior esquinçat al genoll esquerre durant un partit contra els Golden State Warriors. L'endemà, els Nuggets van anunciar que Murray estaria fora indefinidament. El 21 d'abril, Murray va ser sotmès a una cirurgia per reparar l'esquinç del LCA al seu genoll esquerre. El mateix dia, els Nuggets van anunciar que continuaria fora indefinidament. Murray va tenir una mitjana de 21,2 punts, 4,8 assistències i 1,3 robatoris, i va tirar amb un 47,7% de FG i un 40,8% de 3FG mentre jugava 35,5 minuts per partit.
Encara que mai va ser oficialment descartat per a la temporada, Murray es va perdre tota la temporada 2021-22 mentre es recuperava de l'esquinç del LCA. Sense Murray, els Nuggets van perdre en 5 partits contra els Golden State Warriors durant la primera ronda dels playoffs.

#### 2022-2023: Retorn de la lesió i el primer campionat de la NBA
El 19 d'octubre de 2022, Murray va jugar el seu primer partit en divuit mesos, aconseguint 12 punts en 26 minuts de joc durant una derrota per 123-102 contra els Utah Jazz. L'8 de desembre, Murray va aconseguir 21 punts, incloent un triple guanyador en una victòria per 121-120 sobre els Portland Trail Blazers. El 9 de gener de 2023, Murray va aconseguir 34 punts, el seu rècord fins aleshores de la temporada, en una victòria per 122-109 sobre els Los Angeles Lakers. El 4 de febrer, Murray va aconseguir 41 punts, el seu màxim de la temporada, juntament amb cinc rebots i set assistències en una victòria per 128-108 sobre els Atlanta Hawks. El 10 de març, en un partit contra els San Antonio Spurs, Murray va aconseguir el seu 805è triple de la seva carrera i va superar Will Barton per convertir-se en el màxim anotador de triples de la història dels Nuggets. Els seus 172 triples van ser el cinquè de la història de la franquícia, però el segon de la temporada darrere del seu company Michael Porter Jr. amb 188.
Al partit 2 de la sèrie de playoffs de primera ronda dels Nuggets contra els Minnesota Timberwolves, Murray va aconseguir 40 punts en una victòria per 122-113. Aquest va ser el seu cinquè partit de playoffs amb 40 punts, superant Alex English pel rècord de la franquícia. Al partit 1 de les Semifinals de la Conferència Oest, Murray va registrar 34 punts, 5 rebots i 9 assistències en una victòria per 125-107 sobre els Phoenix Suns. Al partit 2 de les Finals de la Conferència Oest, Murray va aconseguir 23 dels seus 37 punts en el quart quart, juntament amb 10 rebots, 5 assistències i 4 robatoris, impulsant els Nuggets a una victòria per 108-103 contra els Los Angeles Lakers per una avantatge de 2-0 en la sèrie. Al partit 3 de les Finals de la Conferència Oest, Murray va aconseguir 30 dels seus 37 punts a la primera part, juntament amb set rebots i sis assistències en una victòria per 119-108, ajudant els Nuggets a aconseguir una avantatge dominant de 3-0 en la sèrie. Murray va ser novament una part integral dels Nuggets durant el partit 4, durant el qual va aconseguir 25 punts en ruta a una victòria per 113-111. Amb la victòria, els Nuggets van completar una victòria de 4 partits sobre els Lakers i van avançar a la seva primera aparició a les Finals de la NBA. També es va convertir en el primer jugador de la història de la NBA a tenir una mitjana de 30 punts amb un 50/40/90 de tirs a les Finals de Conferència.
Al partit 1 de les Finals de la NBA, Murray va aconseguir 26 punts i 10 assistències en una victòria per 104-93 sobre els Miami Heat. Ell i Nikola Jokić també es van convertir en la segona parella de companys de la història de la NBA a aconseguir almenys 25 punts i 10 assistències en un partit de les Finals de la NBA des de Magic Johnson i James Worthy a les 1987 NBA Finals. Al partit 3, Murray va aconseguir un triple-doble de 30 punts amb 34 punts, 10 rebots i 10 assistències en una victòria per 109-94 sobre els Heat. Ell i Jokić es van convertir en els primers companys de la història de la NBA (temporada regular o playoffs) a registrar triples-dobles de 30 punts al mateix partit. Al partit 4, Murray va aconseguir 15 punts i 12 assistències en una victòria per 108-95 sobre els Heat. També es va convertir en el primer jugador de la història de la NBA a aconseguir almenys 10 assistències en cadascun dels seus quatre primers partits de les Finals. Al partit 5, Murray va aconseguir 14 punts, vuit rebots i vuit assistències en una victòria per 94-89 sobre els Heat per ajudar a liderar els Nuggets al seu primer campionat de la NBA en la història de la franquícia. També va tenir una mitjana de 21,4 punts, 6,2 rebots i 10,0 assistències per partit a les Finals, unint-se a Magic Johnson, Michael Jordan i LeBron James com els únics jugadors de la història de la NBA a tenir una mitjana d'almenys 20 punts i 10 assistències per partit en una sèrie de les Finals de la NBA.

#### 2023-present: Quedant curts
El 22 d'abril de 2024, al partit 2 de la primera ronda dels playoffs contra els Los Angeles Lakers, Murray va aconseguir 20 punts juntament amb un tir de salt fadeaway guanyador amb la botzina sobre Anthony Davis en una victòria per 101-99, completant la remuntada de 20 punts dels Nuggets i donant als Nuggets una avantatge de 2-0 en la sèrie. Una setmana més tard, Murray va patir un esquinç al gemell en una derrota al partit 4. Malgrat això, va aconseguir 32 punts, incloent un tir guanyador de 14 peus amb 1,5 segons restants en una victòria per 108-106 al partit 5, enviant així els Denver Nuggets més enllà dels Lakers a les Semifinals de la Conferència Oest. També es va convertir en el primer jugador a aconseguir dos tirs d'avantatge en els últims cinc segons a la mateixa sèrie de post-temporada.
El 6 de maig de 2024, durant el partit 2 de les Semifinals de Conferència contra els Minnesota Timberwolves, Murray va llançar una bossa de calor i una tovallola cap a la pista mentre estava a la banqueta. Va ser multat amb 100.000 dòlars l'endemà per la NBA, però no va ser suspès. Els Nuggets van perdre la sèrie en set partits, malgrat una actuació de 35 punts de Murray en una derrota ajustada de 98-90 en un partit 7 decisiu.
El 7 de setembre de 2024, Murray va signar una extensió de contracte de quatre anys i 208 milions de dòlars amb els Nuggets. El 14 de gener de 2025, Murray va aconseguir 45 punts (32 punts a la primera part), el seu màxim de la temporada fins aleshores, en una victòria per 118-99 sobre els Dallas Mavericks. El 12 de febrer, Murray va aconseguir 55 punts, el seu màxim de la temporada i de la seva carrera, en una victòria per 132-121 sobre els Portland Trail Blazers. Els 55 punts de Murray també van ser un rècord per la major quantitat de punts en un partit de la NBA per un jugador canadenc, superant el rècord anterior de 54 punts de Shai Gilgeous-Alexander. El 29 d'abril, al partit 5 de la sèrie de playoffs de primera ronda dels Nuggets contra els Los Angeles Clippers, Murray va aconseguir 43 punts amb 17/26 tirs des del camp, aconseguint 8/14 intents de 3 punts en una victòria per 131-115 per pujar a 3-2 en la sèrie. Aquesta actuació va marcar la sisena vegada que Murray va aconseguir més de 40 punts en un partit de playoffs, que és el màxim de la història de la franquícia.

## Estadístiques de la seva carrera a la NBA

### NBA

#### Temporada regular
| Any      | Equip   | PJ  | PT  | Min  | %TC  | %T3  | %TL  | RPP | APP | ROB | TPP | PPP  |
| -------- | ------- | --- | --- | ---- | ---- | ---- | ---- | --- | --- | --- | --- | ---- |
| 2016-17  | Denver  | 82* | 9   | 21.5 | .404 | .334 | .883 | 2.6 | 2.1 | .6  | .3  | 9.9  |
| 2017-18  | Denver  | 81  | 80  | 31.7 | .451 | .378 | .905 | 3.7 | 3.4 | 1.0 | .3  | 16.7 |
| 2018-19  | Denver  | 75  | 74  | 32.6 | .437 | .367 | .848 | 4.2 | 4.8 | .9  | .4  | 18.2 |
| 2019-20  | Denver  | 59  | 59  | 32.3 | .456 | .346 | .881 | 4.0 | 4.8 | 1.1 | .3  | 18.5 |
| 2020-21  | Denver  | 48  | 48  | 35.5 | .477 | .408 | .869 | 4.0 | 4.8 | 1.3 | .3  | 21.2 |
| 2022-23† | Denver  | 65  | 65  | 32.8 | .453 | .398 | .832 | 4.0 | 6.2 | 1.0 | .2  | 20.0 |
| 2023-24  | Denver  | 59  | 59  | 36.1 | .481 | .425 | .853 | 4.1 | 6.5 | 1.0 | .7  | 21.2 |
| 2024-25  | Denver  | 67  | 67  | 36.1 | .474 | .393 | .886 | 3.9 | 6.0 | 1.4 | .5  | 21.4 |
| Carrera  | Carrera | 536 | 461 | 31.3 | .455 | .381 | .870 | 3.8 | 4.7 | 1.0 | .4  | 18.0 |